# محمدامین کاردان
محمدامین کاردان (زادهٔ ۱۳۱۲) دیپلمات ایرانی بود. او در روزهای منتهی به انقلاب ۱۳۵۷ و پس از آن‌که شاپور بهرامی سفیرکبیر وقت ایران در فرانسه توسط دولت شاپور بختیار از سفارت ایران در پاریس برکنار شد، به عنوان کاردار موقت مسئولیت سفارت ایران در پاریس را برعهده داشت.
او تحصیل‌کردهٔ علوم سیاسی در ایران و فرانسه می‌باشد. در سال ۱۳۴۱ به وزارت امور خارجه راه یافت و به مأموریت‌های آدیس آبابا، استکهلم، دهلی، بروکسل و پاریس رفت. وی در بهمن ۱۳۵۷ کاردار موقت سفارت ایران در پاریس بود و تا سال ۱۳۵۹ در وزارت امور خارجه حضور داشت.